# محمد کوفی
محمد کوفی (انگلیسی: Mohamed Koffi؛ زادهٔ ۳۰ دسامبر ۱۹۸۶) بازیکن فوتبال اهل بورکینافاسو است.
از باشگاه‌هایی که در آن بازی کرده‌است می‌توان به باشگاه فوتبال پتروجت، باشگاه ورزشی دهوک، باشگاه ورزشی السیلیه، باشگاه فوتبال الاتفاق عربستان سعودی، باشگاه ورزشی زمالک، و باشگاه فوتبال المصری اشاره کرد.
وی همچنین در تیم ملی فوتبال بورکینافاسو بازی کرده‌است.